# Dan Schaffer
Dan Schaffer né le 3 février 1969 est un auteur de comics britannique et scénariste de films. Il est surtout connu pour sa série Dogwitch. Il est aussi l'auteur d'Indigo Vertigo qu'il a conçu avec Katiejane Garside chanteuse de Queen adreena / Daisy Chainsaw. Il est aussi l'auteur du roman graphique et du scénario du film tiré de la bande dessinée  The Scribbler en 2014.
La carrière de Schaffer commence avec le syndicat d'enseignants anglais NASUWT. De 1995 à 2000 il travaille comme dessinateur politique dans le journal de ce syndicat. En 2000 il quitte cet emploi et dessine des pochettes d'albums de musique. Il travaille ensuite comme graphiste pour Nucleus Films.